# Musbachtal
Das Musbachtal ist ein kleines 2,6 km langes steiles und schmal eingeschnittenes Tal mit einem namenlosen Bach, das in den heutigen Karten als St.-Ottilien-Dobel ausgewiesen ist. Dieses stark mit Mischwald bewachsenes Seitental des Dreisamtals erstreckt sich von der Kartause in Freiburg bis unterhalb des Rosskopfgipfels. Das Tal liegt im Stadtteil Freiburg-Waldsee, beginnt unterhalb des Rosskopfgipfels auf einer Höhe von 463 m und endet zwischen Kartaus und Jugendherberge auf einer Höhe von 320 m. Dort befindet sich die Vogelsanghütte. 
Durch das Tal verläuft im unteren Bereich ein Stationenweg, der an der St.-Ottilien-Kapelle endet. 
Im 18. Jahrhundert wurde an dem Fußweg, der an der Kartäuserstraße beginnt und am oberen Ende des Tales in einer Lichtung endet, ein Kreuzweg mit acht Stationen errichtet, die ursprünglich mit Gemälden ausgestattet waren. Im Jahr 2001 wurden die Kapellen neu hergerichtet, da die Steinfiguren, welche die Gemälde später ersetzt hatten, zerstört waren. In den Kreuzwegkapellen befinden sich seit 2001 geschnitzte Holzbildstöcke aus Eiche mit Bildern aus dem Leidensweg Christi, geschnitzt von dem 1936 in Vörenbach geborenen Bildhauer Wolfgang Kleiser. Die Anfänge der Wallfahrten durch das Musbachtal liegen zwischen dem 7. und dem 13. Jahrhundert und fanden im 16. Jahrhundert ihren Höhepunkt.